# Otto W. Haseloff
Otto Walter Haseloff (* 17. Februar 1918 in Keenigsbarg; † 12. Dezember 1989) war ein deutscher Psychologe.

## Leben
Nach dem Abitur 1937 am Immanuel-Kant-Gymnasium (Berlin), Arbeitsdienst und Wehrdienst studierte er Medizin und Psychologie an den Universitäten Berlin, Leipzig und Greifswald. Am 15. Dezember 1945 war er als Mitarbeiter von Harald Schultz-Hencke Mitgründer der Neoanalytischen Vereinigung. Er war ab 1946 Lehrbeauftragter an der PH Berlin. 1947 promovierte Haseloff zum Dr. med. Ab 1954 lehrte er in der PHB als Professor. 1963 wurde ihm die ordentliche Professur übertragen.
1956 eröffnete Haseloff als Herausgeber die Buchreihe Schriften zur wissenschaftlichen Weltorientierung im Verlag Lüttke mit dem Band Moderne Entwicklungspsychologie. Seit 1967 gab er im Colloquium-Verlag mehrere Bände der Buchreihe Forschung und Information heraus, die als Teil der Schriftenreihe der  RIAS-Funkuniversität erschien. Wiederholt beteiligte er sich an dieser Schriftenreihe mit Beiträgen, auch nach dem Wechsel der Herausgeberschaft zu Ruprecht Kurzrock ab 1972.

## Schriften (Auswahl)
- mit Hans J. Hoffmann: Kleines Lehrbuch der Statistik für Naturwissenschaft und Technik, Psychologie, Sozialforschung und Wirtschaft. 2. Aufl. – Berlin: Walter de Gruyter&Co. 1965
- als Hrsg.: Kommunikation. Berlin Colloquium 1969, ISBN 3-7678-0237-6
- mit Eduard Jorswieck: Psychologie des Lernens. Methoden, Ergebnisse, Anwendungen. Berlin 1971, ISBN 3-11-003691-6.
- Spontaneitäts- und Kreativitätstheorien. in: Ruprecht Kurzrock (Hrsg.): Ideologie und Motivation. Berlin Colloquium 1973, ISBN 3-7678-0318-6
- Diffusion von Produkten und Ideen. in BVM Vorträge zur Marktforschung, Heft 22, Hamburg 1973.
- Marktforschung und Motivationstheorie. in: Karl Christian Behrens (Hrsg.): Handbuch der Marktforschung, Band 1 Methoden der Marktforschung. Gabler, Wiesbaden 1976, ISBN 3-409-99413-0
- Stern. Strategie und Krise einer Publikumszeitschrift. Mainz 1977, ISBN 3-7758-0917-1.
- Zur Psychopathologie des Spielers. in: Actio formans – Festschrift für Walter Heistermann. Hrsg. v. Gerd Heinrich, PH Berlin 1978. ISBN 3-921619-01-7
- Marketing für Innovationen. Ausbreitung, Akzeptierung und strategische Durchsetzung des Neuen in Wirtschaft und Gesellschaft. Savosa 1989, ISBN 3-905120-13-5.
- Sucht und Drogen im öffentlichen Bewusstsein. Düsseldorf 1991, ISBN 3-7919-0322-5.